# 816

## Nașteri
- dată necunoscută: Papa Formosus  (d. 896)

## Decese
- 12 iunie: Papa Leon al III-lea  (n. 750)